# Kirstie Alley
Kirstie Louise Alley (Wichita, 12 gennaio 1951 – Tampa, 5 dicembre 2022) è stata un'attrice e produttrice cinematografica statunitense.

## Biografia
Nacque in Kansas da una famiglia metodista. Era figlia dell'uomo d'affari Robert Deal Alley (1923-2023); la madre Lillian morì nel 1981 in un incidente stradale provocato da un ubriaco. Studiò all'Università del Kansas, ma non si laureò mai, avendo scelto di intraprendere la carriera d'attrice. Le difficoltà nel trovare delle parti e il divorzio dal primo marito Bob Alley nel 1977 la gettarono in una profonda crisi, nella quale diventò dipendente dalla cocaina. Dopo essersi disintossicata, verso la fine degli anni settanta apparve in alcuni quiz televisivi e finalmente debuttò al cinema nel 1982 con Star Trek II - L'ira di Khan, secondo film della serie di Star Trek (nella parte del tenente Saavik).
Negli anni seguenti partecipò a vari film come Runaway con Tom Selleck e miniserie tv come Nord e Sud e Nord e Sud II, ma la vera popolarità arrivò a metà anni ottanta grazie alla sua partecipazione alla sit-com Cin Cin, dove interpretò il ruolo di Rebecca Howe, con cui vinse svariati premi compresi un Emmy Awards e un Golden Globe. Grazie al successo acquisito fu di nuovo attiva sul grande schermo recitando in Senti chi parla con John Travolta, nei suoi due sequel (Senti chi parla 2 e Senti chi parla adesso!) e in Matrimonio a 4 mani. Nel 1997 ottenne una parte in Harry a pezzi di Woody Allen. Dal 1997 al 2000 fu protagonista di un'altra sit-com, L'atelier di Veronica.
A causa di un successivo, nuovo declino, l'attrice riversò le sue frustrazioni sul cibo, tanto da arrivare a pesare 100 kg. Con tanta autoironia e un po' di furbizia l'attrice dette vita alla serie Fat Actress, incrocio tra una sit-com e reality show, dove raccontò la sua quotidiana lotta nel perdere peso. Nota al pubblico per la sua grande simpatia, partecipò al programma Dancing with the Stars nel 2010. Dopo anni di cure e di tentativi, riuscì finalmente a perdere 45 kg, ritrovando così la forma fisica e la fiducia in sé al punto che nel 2011 debuttò come modella per lo stilista Zang Toi. 
Morì all'età di 71 anni il 5 dicembre 2022 per le complicazioni di un cancro al colon scoperto poco tempo prima. Dopo i funerali è stata cremata.

## Vita privata
L'attrice fu sposata dal 1970 al 1977 con il fidanzato del liceo, Bob Alley, che per coincidenza aveva lo stesso nome di suo padre. In seconde nozze, il 22 dicembre 1983, sposò l'attore Parker Stevenson. A seguito di un aborto spontaneo, la coppia adottò nel 1992 il figlio William True e nel '95 la figlia Lillie Price. Il matrimonio si concluse col divorzio nel 1997. Kirstie Alley era simpatizzante del Partito Repubblicano e membro della Chiesa di Scientology.

## Filmografia

### Cinema
- Star Trek II - L'ira di Khan (Star Trek II: The Wrath of Khan), regia di Nicholas Meyer (1982)
- One More Chance, regia di Sam Firstenberg (1983)
- Champions, regia di John Irvin (1984)
- Blind Date, regia di Nico Mastorakis (1984)
- Runaway, regia di Michael Crichton (1984)
- Summer School - Una vacanza da ripetenti (Summer School), regia di Carl Reiner (1987)
- Sulle tracce dell'assassino (Shoot to Kill), regia di Roger Spottiswoode (1988)
- Seduttore a domicilio (Loverboy), regia di Joan Micklin Silver (1989)
- Senti chi parla (Look Who's Talking), regia di Amy Heckerling (1989)
- Roba da matti (Madhouse), regia di Tom Ropelewski (1990)
- Scappatella con il morto (Sibling Rivalry), regia di Carl Reiner (1990)
- Senti chi parla 2 (Look Who's Talking Too), regia di Amy Heckerling (1990)
- Senti chi parla adesso! (Look Who's Talking Now), regia di Tom Ropelewski (1993)
- Villaggio dei dannati (Village of the Damned), regia di John Carpenter (1995)
- Matrimonio a 4 mani (It Takes Two), regia di Andy Tennant (1995)
- Sticks and Stones, regia di Neil Tolkin (1996)
- Nevada, regia di Gary Tieche (1997)
- Harry a pezzi (Deconstructing Harry), regia di Woody Allen (1997)
- In ricchezza e in povertà (For Richer or Poorer), regia di Bryan Spicer (1997)
- The Mao Game, regia di Joshua John Miller (1999)
- Bella da morire (Drop Dead Gorgeous), regia di Michael Patrick Jann (1999)
- Back by Midnight, regia di Harry Basil (2004)
- Accidental Love, regia di Stephen Greene (2015)

### Televisione
- Quark – serie TV, 2 episodio (1978)
- Highway Honeys, regia di Rod Amateau – film TV (1983)
- Love Boat (The Love Boat) – serie TV, episodi 7x11-7x15 (1983)
- Masquerade – serie TV, 13 episodi (1983-1984)
- Coniglietta cercasi (A Bunny's Tale), regia di Karen Arthur – film TV (1985)
- Nord e Sud (North and South), regia di Richard T. Heffron – miniserie TV (1985)
- I viaggiatori delle tenebre (The Hitchhiker) – serie TV, 2 episodi (1985-1987)
- Il principe di Bel-Air (Prince of Bel Air), regia di Charles Braverman – film TV (1986)
- Nord e Sud II (North and South, Book II), regia di Kevin Connor – miniserie TV (1986)
- Stark - Immagine allo specchio (Stark: Mirror Image), regia di Noel Nosseck – film TV (1986)
- Cin Cin (Cheers) – serie TV, 148 puntate (1987-1993)
- Infidelity, regia di David Lowell Rich – film TV (1987)
- Mickey's 60th Birthday, regia di Scott Garen – film TV (1988)
- Flesh 'n' Blood – serie TV, 1 episodio (1991)
- Wings – serie TV, 1 episodio (1993)
- Per amore di David (David's Mother), regia di Robert Allan Ackerman – film TV (1994)
- Radiant City, regia di Robert Allan Ackerman – film TV (1996)
- Suddenly, regia di Robert Allan Ackerman – film TV (1996)
- L'atelier di Veronica (Veronica's Closet) – serie TV, 64 episodi (1997-2000)
- Ink – serie TV, 1 episodio (1997)
- L'ultimo padrino (The Last Don), regia di Graeme Clifford – miniserie TV (1997)
- Anche i dentisti vanno in paradiso (Toothless), regia di Melanie Mayron – film TV (1997)
- L'ultimo padrino 2 (The Last Don II), regia di Graeme Clifford – miniserie TV (1998)
- Blonde, regia di Joyce Chopra – miniserie TV (2001)
- Dharma & Greg – serie TV, episodio 4x23 (2001)
- Le streghe di Salem (Salem Witch Trial), regia di Joseph Sargent – film TV (2002)
- Una coppia perfetta (Profoundly Normal), regia di Graeme Clifford – film TV (2003)
- Peccati di famiglia (Family Sins), regia di Graeme Clifford – film TV (2004)
- Senza traccia (Without a Trace) – serie TV, episodio 2x16 (2004)
- While I Was Gone, regia di Mike Robe – film TV (2004)
- Fat Actress – serie TV, 7 episodi (2005)
- The Minister of Divine, regia di Suzanne Martin – film TV (2007)
- Write & Wrong, regia di Graeme Clifford – film TV (2007)
- The Manzanis – film TV (2012)
- Baby Sellers - Bambini in vendita, regia di Nick Willing – film TV (2013)
- Kirstie – serie TV (2013)
- The Middle – serie TV, episodio 6x10 (2014)
- Scream Queens – serie TV (2016)
- Non avrai mai mia figlia (You Can't Take My Daughter), regia di Tori Garrett – film TV (2020)

### Doppiaggio
- Peter and the Wolf, regia di George Daugherty e Jean Flynn – film TV (1995)

## Riconoscimenti parziali
- Golden Globe
  - 1993 – Candidatura alla miglior attrice in una serie commedia o musicale per Cin Cin
  - 1995 – Candidatura alla miglior attrice in una mini-serie o film per la televisione per La madre di David
  - 1998 – Candidatura alla miglior attrice in una serie commedia o musical per L'atelier di Veronica
- Hollywood Walk of Fame
  - 1995 – Stella
- Premio Emmy
  - 1991 – Migliore attrice protagonista in una serie commedia per Cin Cin (Cheers)
  - 1993 – Candidatura alla miglior attrice per Cin Cin

## Doppiatrici italiane
Nelle versioni in italiano delle opere in cui ha recitato, Kirstie Alley è stata doppiata da:
- Anna Rita Pasanisi in Senti chi parla, Scappatella con il morto, Senti chi parla 2, Senti chi parla adesso!, L'atelier di Veronica, L'ultimo padrino, Dharma & Greg, Fat Actress, Flaked
- Ludovica Modugno in Matrimonio a quattro mani, Nord e Sud, Nord e Sud II
- Cristiana Lionello in Harry a pezzi, Bella da morire
- Laura Boccanera in Summer School - Una vacanza da ripetenti, Scream Queens
- Angiola Baggi in Roba da matti, Accidental love
- Vittoria Febbi in Runaway, Masquerade
- Roberta Greganti in In ricchezza e in povertà, Non avrai mai mia figlia
- Simona Izzo in Star Trek II - L'ira di Khan
- Cristina Boraschi in Sulle tracce dell'assassino
- Isabella Pasanisi in Seduttore a domicilio
- Anna Teresa Eugeni in Villaggio dei dannati
- Liliana Sorrentino in Il principe di Bel Air
- Maria Teresa Letizia in Cin cin
- Cinzia De Carolis in Per amore di David
- Serena Verdirosi in Peccati di famiglia